# Cartouche
Cartouche è un film del 1962 diretto da Philippe de Broca, interpretato da Jean-Paul Belmondo e Claudia Cardinale.

## Trama
Cartouche, capo della più organizzata banda di borsaioli di Parigi, ha un debole per le belle donne. Proprio a causa di una donna viene infatti arrestato. Venus, una bella zingara innamorata di lui, lo salva, ma rimane ferita a morte. Come ultimo dono a colei che lo ha tanto amato, Cartouche ruba i gioielli di tutte le signore al ballo della polizia.